# Judith Gap (Montana)
Judith Gap es una ciudad ubicada en el condado de Wheatland en el estado estadounidense de Montana. En el Censo de 2010 tenía una población de 126 habitantes y una densidad poblacional de 127,69 personas por km².

## Geografía
Judith Gap se encuentra ubicada en las coordenadas 46°40′44″N 109°45′14″O / 46.67889, -109.75389. Según la Oficina del Censo de los Estados Unidos, Judith Gap tiene una superficie total de 0.99 km², de la cual 0.99 km² corresponden a tierra firme y (0%) 0 km² es agua.

## Demografía
Según el censo de 2010, había 126 personas residiendo en Judith Gap. La densidad de población era de 127,69 hab./km². De los 126 habitantes, Judith Gap estaba compuesto por el 96.03% blancos, el 0.79% eran afroamericanos, el 0% eran amerindios, el 2.38% eran asiáticos, el 0% eran isleños del Pacífico, el 0% eran de otras razas y el 0.79% pertenecían a dos o más razas. Del total de la población el 0% eran hispanos o latinos de cualquier raza.